# Niederhonschaft (Wermelskirchen)
Die Wermelskirchener Niederhonschaft war im Mittelalter und der Neuzeit eine Honschaft im Kirchspiel Wermelskirchen im bergischen Amt Bornefeld (ab 1555 Amt Bornefeld-Hückeswagen). Sie war neben der Wermelskirchener Dorf- und Oberhonschaft eine von drei Honschaften des Kirchspiels und lag im Gerichtsbezirk Bornefeld-Hückeswagen.
Die Honschaft überstand die kommunale Neuordnung im Großherzogtum Berg unter französischer Verwaltung ab 1806, wurde aber von den anderen Honschaften des Kirchspiels Wermelskirchen getrennt und der neu gegründeten Munizipalität/Mairie Dabringhausen im Kanton Wermelskirchen zugewiesen, der ab 1808 zum Arrondissement Elberfeld gehörte.
Der Vertreter der Niederhonschaft beantragte daraufhin aufgrund der früheren Bindungen doch wie die anderen Honschaften des Kirchspiels an die Munizipalität/Mairie Wermelskirchen angeschlossen zu werden. 1808 und Anfang 1809 schlossen sich die Wermelskirchener Munizipalräte dieser Forderung an und regten die Wiedervereinigung des Kirchspiels an.
Diese Anträge wurden von dem Innenminister Johann Franz Joseph von Nesselrode-Reichenstein ablehnend beschieden. Er erkannte zwar an, dass die Trennung des Kirchspiels alte Bindungen im Kirch-, Armen- und Schulwesen aufbrach, priorisierte aber das Bestreben möglichst gleichförmige neue Kommunaleinheiten im Arrondissement zu schaffen. Die Munizipalität Dabringhausen war ohne die Wermelskirchener Niederhonschaft finanziell und personell zu schwach aufgestellt.
Nach Abzug der Franzosen aus dem Rheinbundstaaten 1813 nach der Niederlage in der Völkerschlacht von Leipzig wurde unter Preußen die 1816 die Mairie Dabringhausen in die  Bürgermeisterei Dabringhausen im Kreis Lennep umgewandelt. Als der Bürgermeisterei angehörige Spezialhaushaltsgemeinde trug das Honschaftsgebiet im 19. Jahrhundert den Namen Niederwermelskirchen.
Zu der Honschaft gehörten 1832 laut der Statistik und Topographie des Regierungsbezirks Düsseldorf die Wohnplätze und Hofschaften (originale Schreibweise) Fabrick, Pilghausen, Heiligenborn, Eichholz, Osminghausen, Asmanskotten, Kreckersweg, Tannenbaum, Pantholz, Wöllersberg, Neuemühle, Finkenholl, Hauve (Vorderhufe und Hinterhufe), Hoffnung, Bergermühle, Eckeringhausen, Hilfringhausen, Unterweg, Baumschule, Grünenheide, Gierlichsheide, Grünenplatz, Braunsberg, Grünenthal, Linde, Grünenwiese, Grünenbaum, Waage, Scheune, Kolfhausen, Tente, Holkotten, Jaegerwald, Heche, Krupin (Rose), Nußbaum, Kochshäuschen, Lehn, Brandphul, Straße, Löhe, Buddemühle, Rausmühle, Bechhausen, Nüxhausen, Grünewald, Steinheide, Johnenheide, Neuenheide, Neuenhaus, Ellinghausen, Beutelshouve, Buschhaus, Döllersweg und Beeringhausen.
Laut der Statistik besaß die Honschaft 1815/16 eine Einwohnerzahl von 2.180. 1832 betrug die Einwohnerschaft 2.374, die sich in 109 katholische und 2.265 evangelische Gemeindemitglieder aufteilten. Die Wohnplätze der Honschaft umfassten zusammen zwei öffentliche Gebäude (Schulen), 343 Wohnhäuser, vier Mühlen bzw. Fabrikationsstätten und 290 landwirtschaftliche Gebäude. Mit der Gemeinde-Ordnung für die Rheinprovinz wurde 1845 die Honschaft in eine Gemeinde umgewandelt.
1873 wurde die Gemeinde Niederwermelskirchen aus der Bürgermeisterei Dabringhausen ausgegliedert und zusammen mit der Wermelskirchener Dorfhonschaft und der Wermelskirchener Oberhonschaft zur Stadt Wermelskirchen zusammengeschlossen, die ihrerseits Teil der Bürgermeisterei Wermelskirchen wurde. Dabei wurden Außenbereiche an die Gemeinde Dhünn abgetreten.